# .bt
.bt je národní doména nejvyššího řádu Bhútánu. Doménu spravuje Bhutan Ministry of Communications.